# Дилбокий
Дилбо́кий (болг. Дълбоки) — село в Старозагорській області Болгарії. Входить до складу общини Стара Загора.

## Населення
За даними перепису населення 2011 року у селі проживали 1532 особи.
Національний склад населення села:
| Національність   | Кількість осіб | Відсоток |
| ---------------- | -------------- | -------- |
| болгари          | 831            | 55,5%    |
| цигани           | 654            | 43,7%    |
| турки            | 7              | 0,5%     |
| Всього відповіли | 1496           |          |

Розподіл населення за віком у 2011 році:
Динаміка населення: